# أنا كارينينا (فلم 1914)
آنا كارينينا (الروسية: Анна Каренина) هو فيلم درامي روسي صدر عام 1914، وهو من إخراج وتأليف فلاديمير غاردين.

## القصة
الفيلم مقتبس من رواية أنا كارينينا التي كتبها ليو تولستوي عام 1878.

## الممثلون
- ماريا جيرمانوفا في دور آنا كارنينا
- فلاديمير شاتيرنيكوف في دور كارينين
- ميخائيل تاماروف في دور فرونسكي
- زويا بارانتسيفيتش في دور كيتي
- ف. أوبولينسكي في دور ليفين
- فلاديمير كفانين في دور ستيفا أوبلونسكي
- موريفا في دور دوللي
- فيرا خلودنايا بدور الممرضة الإيطالية (غير معتمدة)

## حقائق مثيرة للاهتمام
يبلغ طول الفيلم 2700 مترًا. 
احتُفظ بمقتطف من جزء واحد من الفيلم فقط.